# قوانین نظامی

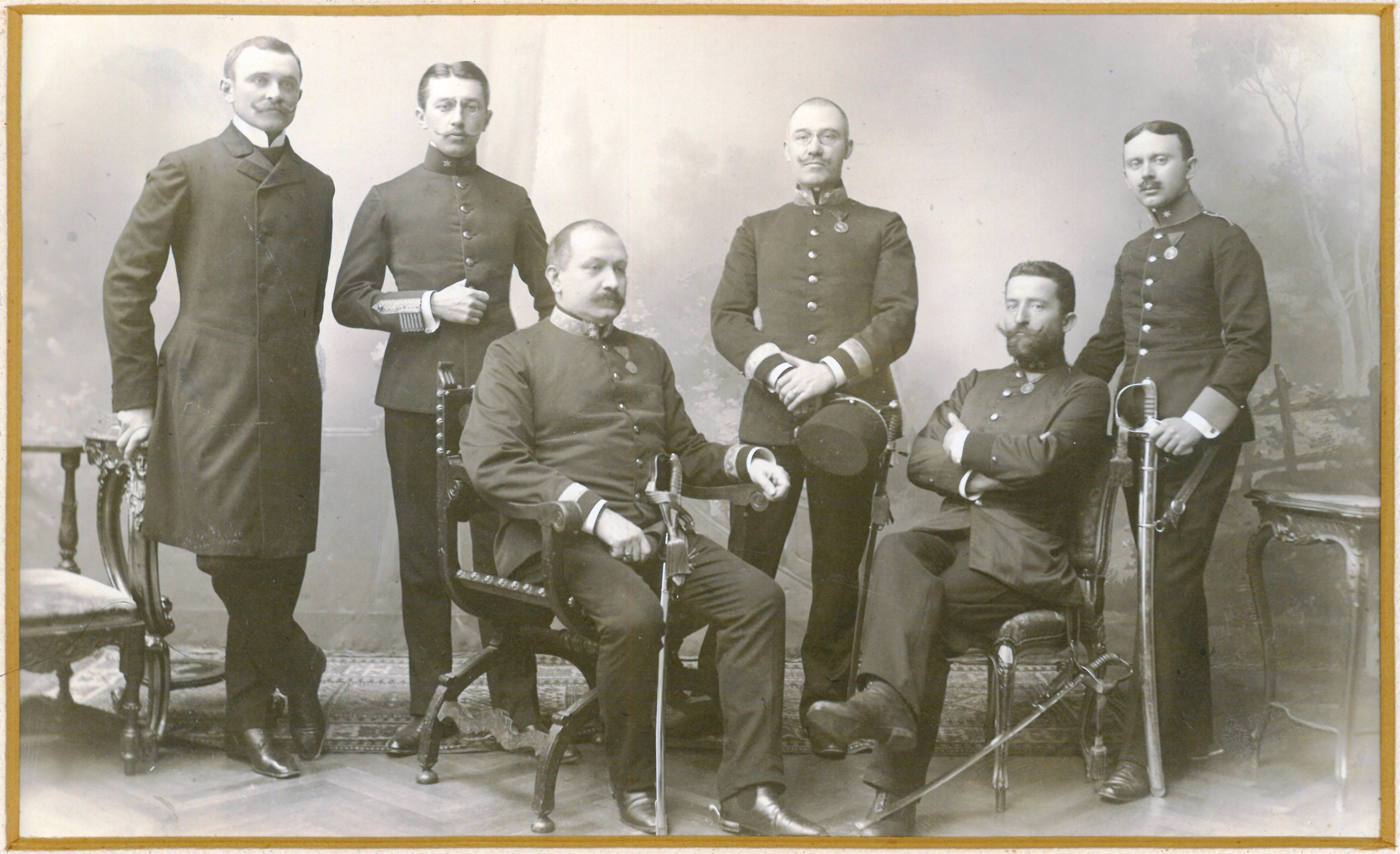

قوانین نظامی (به انگلیسی: Military justice) یا عدالت نظامی یا قوانین نیروهای مسلح، قوانینی هستند که در یک کشور برای پرسنل نیروهای مسلح آن کشور وضع شده‌اند.
در ایالات متحده آمریکا، در هر ایالت قوانین مخصوصی برای رسیدگی به جرائم نظامی وجود دارد. در بعضی ایالات دادگاه‌های ویژه نظامی به موارد تخلف از این قوانین رسیدگی می‌کنند و در برخی ایالات دادگاه‌های عمومی.